# Търхово
Тъ̀рхово е село в Северна България, община Севлиево, област Габрово.

## География
Село Търхово се намира на около 13 km север-северозападно от центъра на град Габрово, 12 km изток-югоизточно от град Севлиево и 19 km западно от град Дряново. Разположено е в средната част на Предбалкана, южно от Севлиевските височини, в северното подножие на платото Стражата. Климатът е умереноконтинентален, почвите в землището са преобладаващо еродирани светлосиви. Надморската височина в центъра на селото е около 387 m, на юг нараства до около 400 – 415 m, а на север, където край селото тече река Лъкавец, десен приток на река Лопушница, намалява до около 340 – 350 m.
Общинският път от Търхово на север до близкото село Ловнидол пресича третокласния републикански път III-4041, водещ на запад до Севлиево, а на изток през селата Янтра, Скалско и Геша – до Дряново.
На около километър западно от Търхово, на река Лъкавец, има микроязовир.
Населението на село Търхово, наброявало 917 души при преброяването към 1934 г., намалява до 280 към 1985 г., 172 към 2001 г. и 97 души (по текущата демографска статистика за населението) към 2019 г.

## История
Възникнало е като соколарско село наричано още Доганджии или Духанджии. Отглеждането и дресирането на ловни соколи и ястреби било известно по българските земи още преди идването на османците на Балканския полуостров. От такива обучени за лов птици се нуждаела свитата на българския цар в намиращата се наблизо столица Търново. С установяването на османците на територията на Търновското царство тази практика била не само запазена, но и доразвита до съвършенство. Хората, занимаващи се с този занаят, изискващ много време и усилия, били организирани в категория население със специален статут. Данни за соколарството в Севлиевския край се открива в доганджийски регистър от 1477 г., в два кратки описа на ленните владения в Никополския санджак от 1479 и 1485 г. и в подробен тимарски регистър от 1516 г.
Църквата „Свети Димитър“ в Търхово е построена през 1860 г. със султански ферман, за чието местонахождение няма сведения. Осветена е през 1865 г. През 1933 г. е извършен голям ремонт на църквата, която е повредена от земетресението през 1913 г.
Народното начално училище „Кирил и Методий“ в село Търхово е открито през есента на 1887 г. Отначало учебните занятия са водени в сградата на килийното училище при църквата. От 1892 г. е започнато обучението в училищна сграда. След няколко промени в организацията на дейността и наименованието, на 15 септември 1968 г., поради намалелия брой на учениците, училището се закрива, като учениците се прехвърлят да учат в Народното основно училище в село Ловнидол.
За Народното читалище „Просвета“ в село Търхово се съхраняват в Държавния архив Габрово документи само от периода 1963 – 1971 г.
Земеделското спестовно заемно дружество „Съгласие“ – село Търхово, имащо предмет на дейност влогонабиране, кредитиране на членовете си със заеми и общи доставки, след 1922 г. се преименува на Кредитна кооперация „Съгласие“. От 1949 г. кооперацията се преименува на Всестранна кооперация „Съгласие“ със стопанска дейност: търговия със стоки за потребление, обществено хранене, изкупуване на селскостопански произведения, производство от местно значение и представителство на БНБ за влогонабиране. През 1952 г. кооперацията се преименува на Селкооп „Съгласие“, със същата стопанска дейност. На 31 май 1956 г. Селкооп „Съгласие“ – село Търхово се влива в Селкооп „Съгласие“ – село Ловнидол.
Трудово кооперативно земеделско стопанство (ТКЗС) в село Търхово е основано на 30 септември 1957 г. На 5 януари 1959 г. ТКЗС – село Търхово, ТКЗС „Бойчин“ – село Ловнидол и ТКЗС – село Буря се обединяват в едно стопанство със седалище в село Ловнидол, което се наименува Обединено трудово кооперативно земеделско стопанство „Бойчин“ – село Ловнидол.
До 1979 г. село Търхово е пълномощничество към Селския общински народен съвет (СОНС) – село Ловнидол. През 1979 г. става кметство към Общинския народен съвет (ОбНС) на селищна система Севлиево. С Решение № 79 от 29 февруари 2000 г. на общинския съвет – Севлиево селото става кметско наместничество.

## Население
Преброяване на населението през 2011 г.
Численост и дял на етническите групи според преброяването на населението през 2011 г.:
|                     | Численост | Дял (в %) |
| Общо                | 140       | 100,00    |
| Българи             | 131       | 93,57     |
| Турци               | 3         | 2,14      |
| Цигани              | 0         | 0,00      |
| Други               | 0         | 0,00      |
| Не се самоопределят | 0         | 0,00      |
| Неотговорили        | 5         | 3,57      |

## Обществени институции
Изпълнителната власт в село Търхово към 2020 г. се упражнява от кметски наместник.
В селото към 2020 г. има православна църква „Свети великомъченик Димитрий“;
Към 2020 г. се ползва пощенската станция в село Ловнидол.

## Личности
- Михо Братованов, роден на 13 октомври 1929 г. в Търхово, български офицер, генерал-лейтенант.

- Методи Добрев Метев - старши краностроител и многомашинник в отдел „Кранове“ на „Балканско ехо“ ЕООД - Кръвеник.